# 東京特許許可局 (テレビドラマ)
『東京特許許可局』（とうきょうとっきょきょかきょく）は、NHK教育テレビジョンの番組『天才てれびくん』のドラマ枠にて、2014年4月7日から2015年3月23日まで放送されていたドラマである。

## キャスト
山田川晃司（やまだがわ こうじ）
演 - 八嶋智人
東京特許許可局創立者。東京特許許可局局長。
田中岳子（たなか たかこ）
演 - 菅野莉央
東京特許許可局審査官。
鈴木百合（すずき ゆり）
演 - 石丸佐知
東京特許許可局審査官。

## ゲスト
#放送日程を参照。

## スタッフ
- 音楽 - DE DE MOUSE[1]
- 脚本 - 佐東みどり、木滝りま、角田ルミ、えのもとぐりむ、菊地肇、眞嶋浩一

## 放送日程
放送回数は「特許審査」と表記。
複数の話数に登場するゲストもいる。
| 話数 | 放送回     | 放送日         | サブタイトル                       | 脚本           | ゲスト                                               |
| ---- | ---------- | -------------- | ---------------------------------- | -------------- | ---------------------------------------------------- |
| 1    | 特許審査01 | 2014年04月07日 | 話上手機                           | 佐東みどり     | 片桐仁 佐藤誓 吉田里琴                               |
| 2    | 特許審査02 | 04月14日       | お一人様専用スペース               | 佐東みどり     | 辻本耕志                                             |
| 3    | 特許審査03 | 04月28日       | イサンカプセル                     | 佐東みどり     | 八代亜紀 本東地勝 柴やすよ 曽雌康晴 寺部智英 夷正信  |
| 4    | 特許審査04 | 05月05日       | ソーシャルネットワーク線           | 佐東みどり     | 聖也 新谷あやか 岩永達也 菊地振吉 安楽涼             |
| 5    | 特許審査05 | 05月12日       | ふわふわダンス                     | 佐東みどり     | 長野克弘 ジジ・ぶぅ 奥田海星 辻川幸代 堀雄貴         |
| 6    | 特許審査06 | 05月19日       | ホメゴケシ                         | 木滝りま       | 土田大（声） おかなつこ（声）                        |
| 7    | 特許審査07 | 06月02日       | どう生きる?ポン                    | 木滝りま       | 羽場裕一 北村匠海                                    |
| 8    | 特許審査08 | 06月09日       | おもてなしマシーン                 | 角田ルミ       | 松本じゅん おかなつこ（声）                          |
| 9    | 特許審査09 | 06月23日       | 通勤通学路直線化ロケット           | 佐東みどり     | 小松利昌 森田亜紀 土田大（語り）                     |
| 10   | 特許審査10 | 06月30日       | 告白しマシーン                     | 佐東みどり     | 山中アラタ 三浦景虎                                  |
| 11   | 特許審査11 | 07月07日       | フューチャーギター                 | 佐東みどり     | 冠徹弥 出口哲也 宮城マリオ おぐちえりこ 天野ジョージ |
| 12   | 特許審査12 | 07月14日       | モバイルおでかけ複合発電機         | えのもとぐりむ | 金剛地武志                                           |
| 13   | 特許審査13 | 09月01日       | 宇宙受信マシーン                   | 佐東みどり     | 千葉一磨 宇野愛海 秋元龍太朗                         |
| 14   | 特許審査14 | 09月08日       | 土下座スーツ                       | 木滝りま       | 升毅 田鍋謙一郎 佐野和真                             |
| 15   | 特許審査15 | 09月15日       | ヒーロー3点セット                  | 木滝りま       | 鈴木身来 野田孝之輔                                  |
| 16   | 特許審査16 | 09月22日       | 絶交パーテーション                 | 佐東みどり     | 金剛地武志                                           |
| 17   | 特許審査17 | 10月06日       | バースデーキャンドル吹き消し機     | 菊地肇         | 国分崇 平原夕馨 大山蓮斗                             |
| 18   | 特許審査18 | 10月13日       | パーフェクトスケジュールランドセル | 菊地肇         | 鈴木福                                               |
| 19   | 特許審査19 | 10月20日       | 若返りネックレス                   | 佐東みどり     | 我修院達也 佐々木希 三谷悦代 井上正大                |
| 20   | 特許審査20 | 10月27日       | 最強帽子                           | 佐東みどり     | 堀未央奈 能條愛未 齋藤飛鳥 井上小百合 床嶋佳子       |
| 21   | 特許審査21 | 11月10日       | 魔物探知機                         | 木滝りま       | 鳥居みゆき                                           |
| 22   | 特許審査22 | 11月17日       | ノリノリのり                       | 佐東みどり     | エド・はるみ                                         |
| 23   | 特許審査23 | 11月24日       | 食べ方最適化マシーン               | 木滝りま       | 横山めぐみ 土田大（声）                              |
| 24   | 特許審査24 | 12月08日       | ツッコミアーム                     | 眞嶋浩一       |                                                      |
| 25   | 特許審査25 | 12月15日       | 記憶イレイザー（前編）             | 菊地肇         | 若松武史                                             |
| 26   | 特許審査25 | 12月22日       | 記憶イレイザー（後編）             | 菊地肇         | 若松武史                                             |
| 27   | 特許審査26 | 2015年01月12日 | リア充アーム                       | 木滝りま       | 白鳥久美子 地主恵亮                                  |
| 28   | 特許審査27 | 01月19日       | 完全武装かかし（前編）             | 佐東みどり     | 菊地秀規 山田一成 近野成美                           |
| 29   | 特許審査27 | 01月26日       | 完全武装かかし（後編）             | 佐東みどり     | 菊地秀規 山田一成 近野成美                           |
| 30   | 特許審査28 | 02月02日       | 対人好感度向上めがね               | 佐東みどり     | 岡田義徳 佐藤みゆき                                  |
| 31   | 特許審査29 | 02月09日       | 改良型靴射出式天気予報機           | 佐東みどり     | 片桐仁                                               |